# عبلين (عجلون)
عبلين منطقة سكنية تقع في لواء قصبة عجلون، محافظة عجلون في الأردن. تنتمي المنطقة لقضاء صخرة الذي يضم 6 مناطق (صخرة، عبين، عبلين، سامتا، منيف، دير البرك، خربة فارة) . يقدر عدد سكانها بـ 1423 نسمة حسب إحصاء 2015.

## الوصلات الخارجية
- دائرة الاحصاءات العامة